# Constant Almain de Hase
Pour les articles homonymes, voir Almain et Hase.
Constant Almain de Hase, né le 24 août 1840 à Ixelles (Bruxelles) et décédé le 17 janvier 1891 à Bruxelles, est un architecte belge du XIXe siècle représentatif de l'architecture éclectique en Belgique.

## Réalisations

### Réalisations de style néoclassique
- 1872-1873 : maison d'inspiration néo-classique rue de l'Artichaut 3 à Saint-Josse-ten-Noode[1]

### Réalisations de style éclectique
- 1872-1874 : maison presbytérale de l'église Notre-Dame du Finistère, boulevard Adolphe Max 55 à Bruxelles (néo-baroque)[2]

- 1874 : ensemble de maisons rue des Deux-Églises 130, 132-134, 136, 138 à Saint-Josse-ten-Noode[3]

- 1868-1871 : Église et couvent des Franciscains récollets, rue des Palais 181 à Schaerbeek (néogothique)[4]

Maison presbytérale de l'église Notre-Dame du Finistère
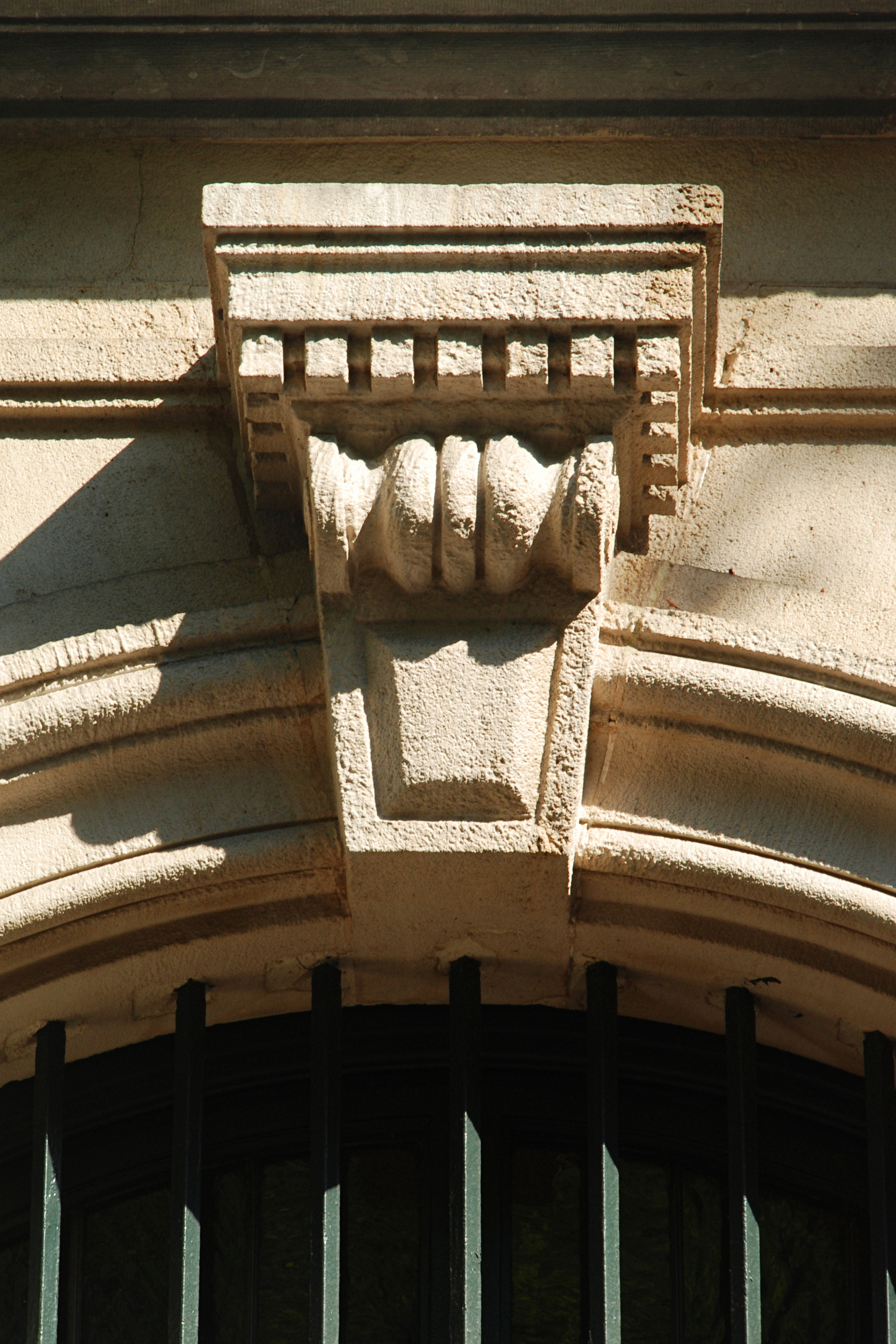
Clé d'arc de fenêtre.
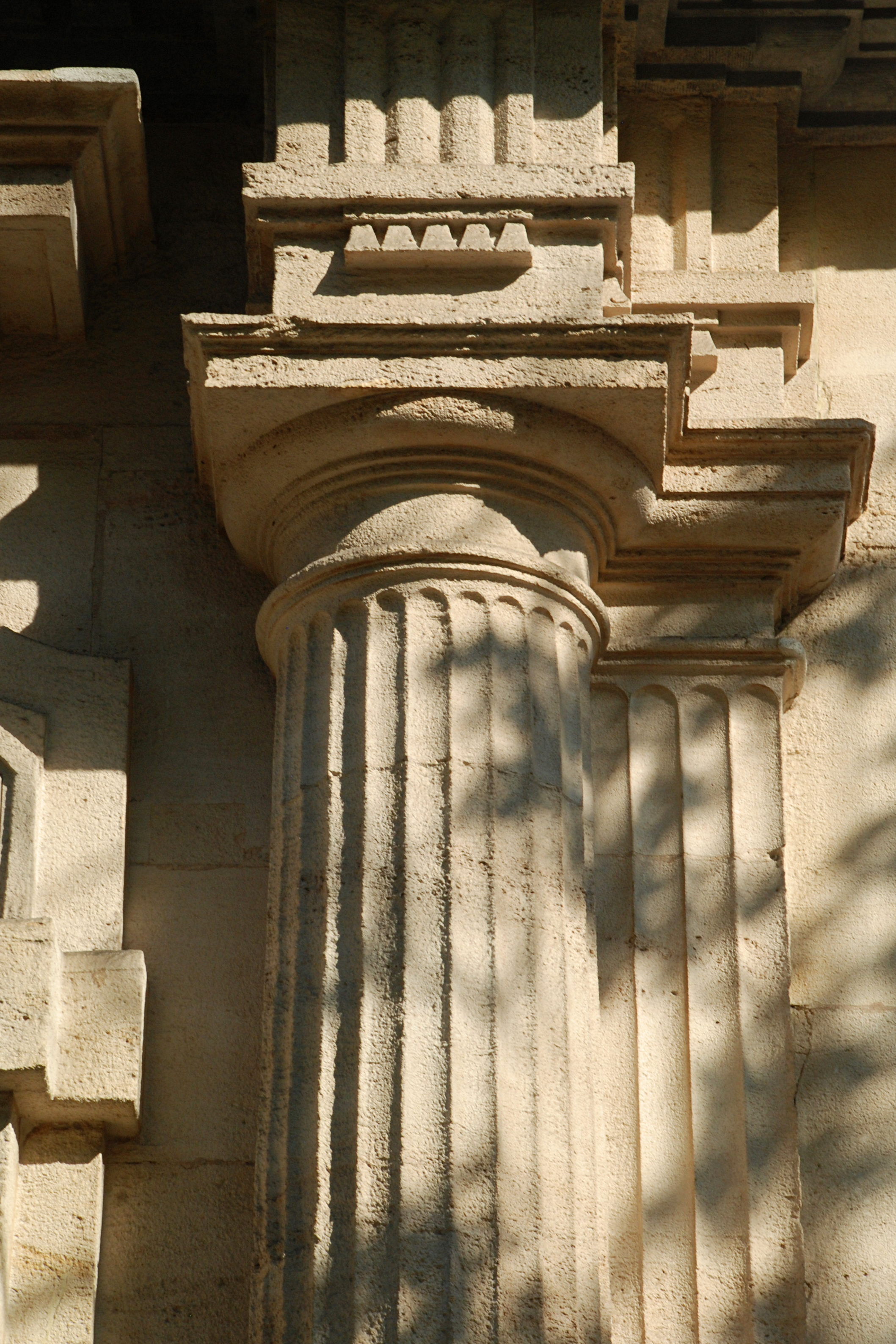
Colonne cannelée.
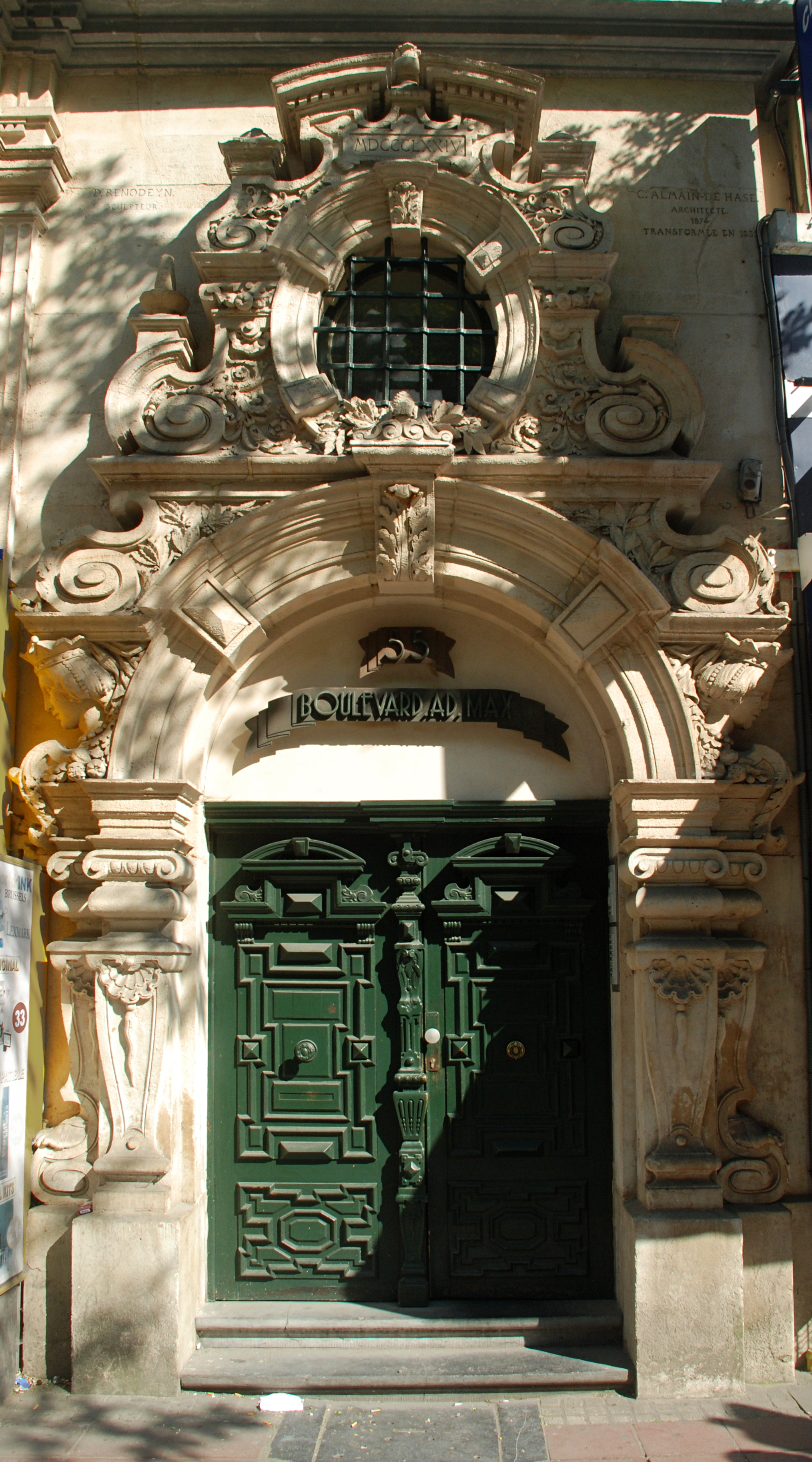
Portail néo-baroque.
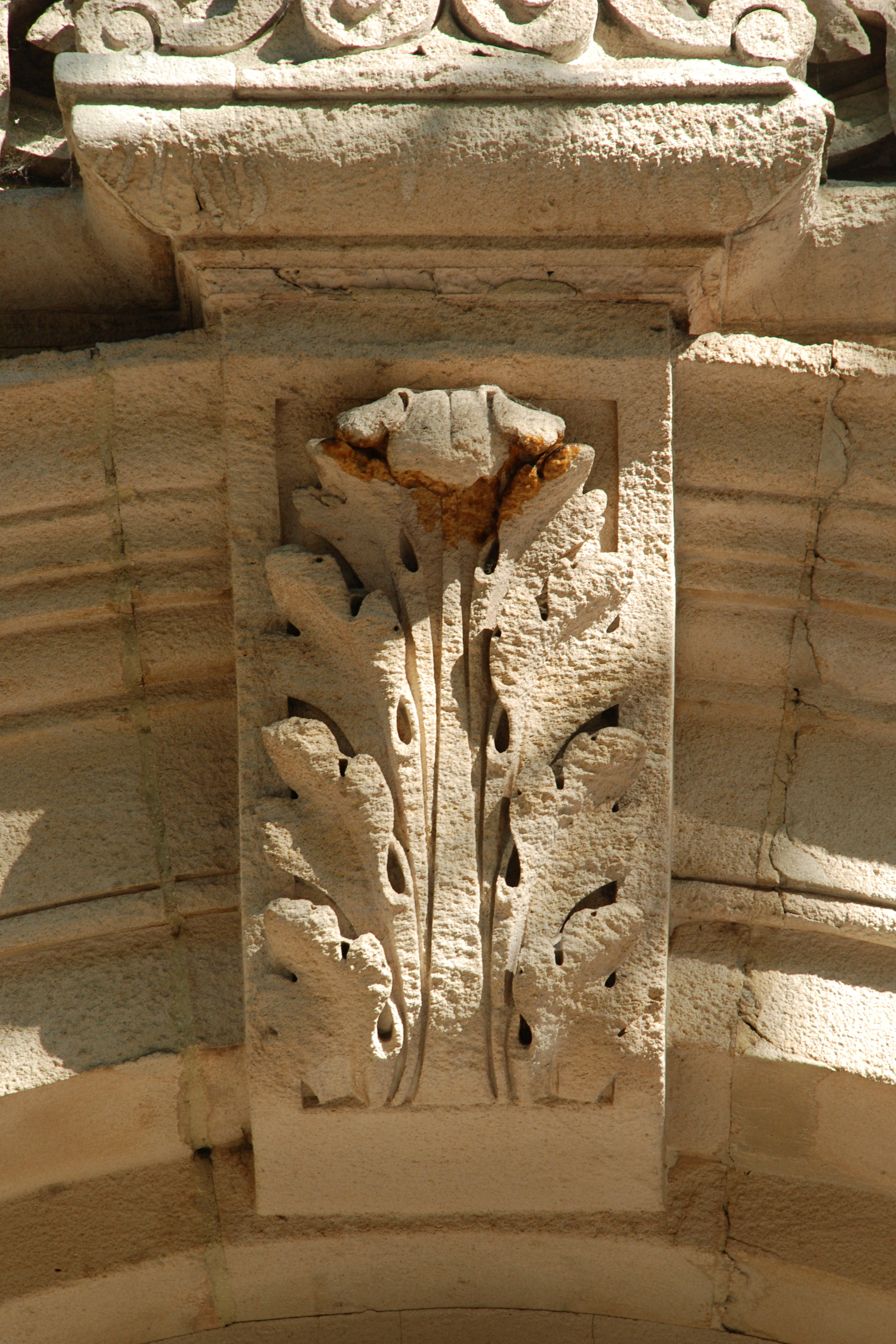
Clé d'arc du portail.